# 阿儿玛
阿儿玛是马来西亚槟城州威中县大山脚的郊区，北临直落卓坤，东临马章武莫，南临峇冬丁宜，西临武吉丁雅，距大山脚市中心约4公里。阿儿玛位于威省的中心地带，往东可达居林、往南有峇都交湾、新邦安拔等新兴城镇、往西可通往柔府和槟岛、往北则可前往大山脚市区。

## 行政管理和人口
阿儿玛属于马章武莫州议席，该选区下有17个社区委员会，也是槟城最多社委会的州议席。其中阿儿玛区内就有8个社区委员会。根据威省市议会于2015年进行的州统计数据显示，阿儿玛共有6万1394人，增长率介于2至3%，是县内人口第二多的市郊，仅次于有7万3117人的北海诗不朗再也。而当地大部分居民为华裔。

## 简史
阿儿玛在80年代时尚未开荒，是一片椰林，居住人口不多。直到90年代期间发展商入驻此地进行商贸活动和房产发展，加上市区人口往近郊迁徙，才渐渐使当地得到发展，成为现今州内住宅区密集的地区之一。
后来，当地在千禧年年前迎来房地发展商龙凤置地入驻，建造了碧茵园社区。2011年，特易购霸市（现莲花超市）在当地开幕，4年后永旺也在特易购对面开设购物中心，吸引人潮至此。

## 花园住宅区
阿儿玛的花园住宅区主要分部在罗占路两旁，约有30个。
其中南部有山脚镇（Taman Impian）、茵碧园（Taman Seri Impian）等以“Impian”命名的住宅区。中部春江园（Taman Sri Kijang）和智慧园（Taman Budiman）一带的住宅区则多数以“Alma”命名。北部则有安宁园成功园（Taman Sejahtera Jaya）、喜悦园（Taman Seri Sejahtera）等以“Sejahtera”命名的住宅区。当地也设有不少高端的围篱社区。
其中位于罗占路中段，建于1977年的华盛园是当地最早的花园住宅区，对面则是阿儿玛商业中心。

## 基建

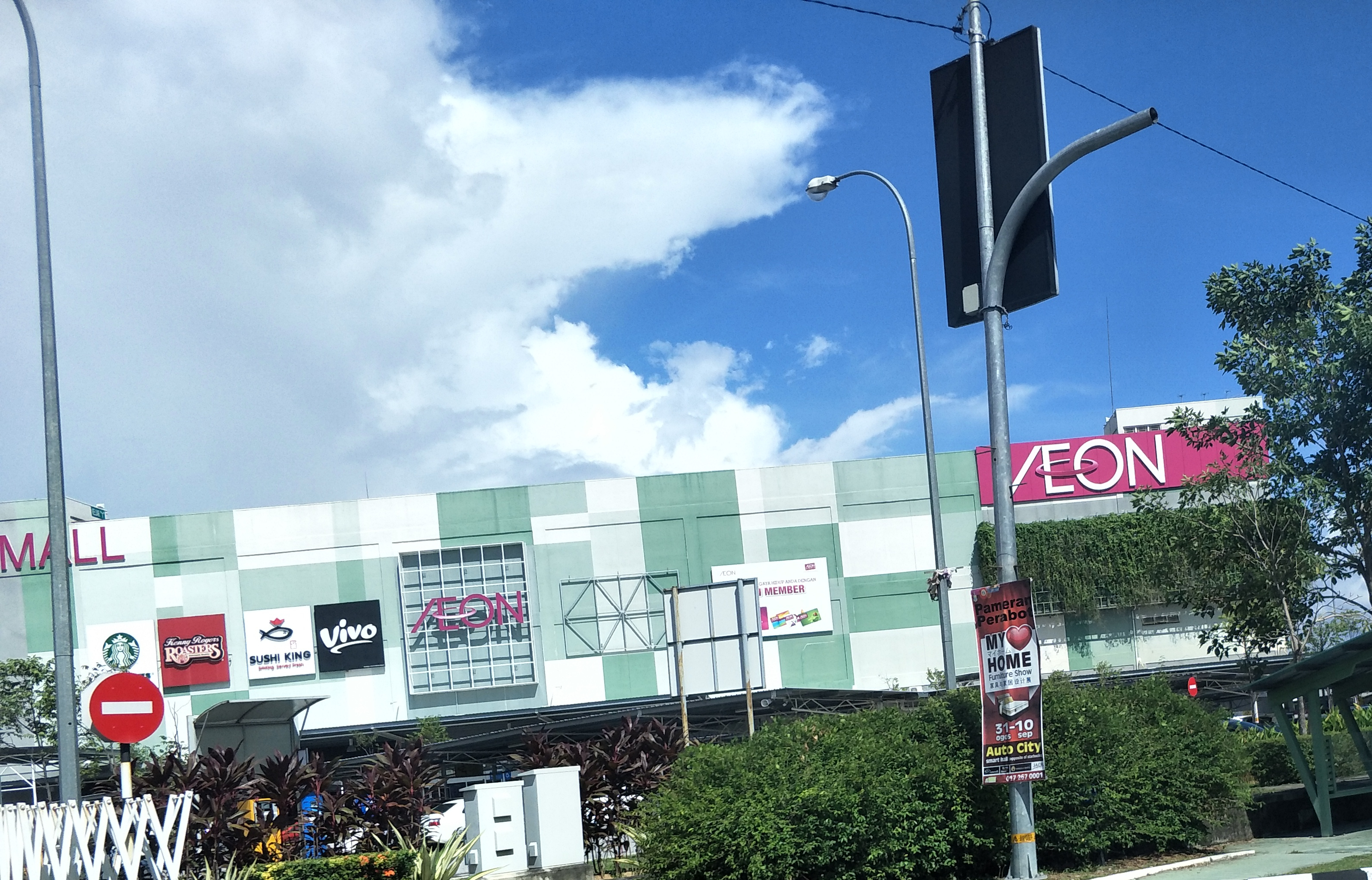
大山脚永旺购物中心

阿儿玛设有一间商场－大山脚永旺商场，于2014年开幕，占地约20英亩，可容纳约200个商户及2100余个停车位，商场对面则有大山脚特易购霸市。区内也有一些轻型工业区和商业中心。
“老友”饮食中心是当地主要的饮食中心，位于阿儿玛路旁，曾因拉直道路计划而面临拆除，惟市会暂时搁置此项计划使该饮食中心没被拆除。而“金禧楼大酒家”则为当地的一间高级中餐厅，位于商业中心内。
阿儿玛目前没有警局和警亭，最近的警局位于10公里以外的马章武莫警局管辖范围。茵碧园曾设有警亭，之后因为当地发展计划而被拆除

## 教育
此区拥有五间小学和一间中学，最近的华文小学为新亚华小。当地房屋發展迅速、人口不断增加使得当地的新亞华小变得擁擠，而临近的峇冬丁宜华文小学也面临同样的情况，使当地需要兴建一间新华小槟州政府原有意将吉打成杰华小迁移至此，惟该华小最终被指派至依斯干达公主城的武吉英达花园。

### 学校
| 中文名               | 马来文名            |
| -------------------- | ------------------- |
| 新亚华文小学         | SJK (C) Sin Ya      |
| 阿儿玛园丘淡米尔小学 | SJK (T) Ladang Alma |
| 冠军国民小学         | SK Juara            |
| 阿儿玛再也国民小学   | SK Alma Jaya        |
| 山脚镇国民小学       | SK Taman Impian     |
| 安宁园国民中学       | SMK Taman Sejahtera |

## 交通
阿儿玛的主要道路为罗占路（Jalan Rozhan），该路贯穿市镇，北端为居林路而南端则通往峇冬丁宜路。罗占路起初只有来回2条车道，随着当地不断发展现在拥有4至6条来回车道，并有计划兴建天桥交流道，然而天橋工程費用高昂，使得该计划被展延。

### 公共交通

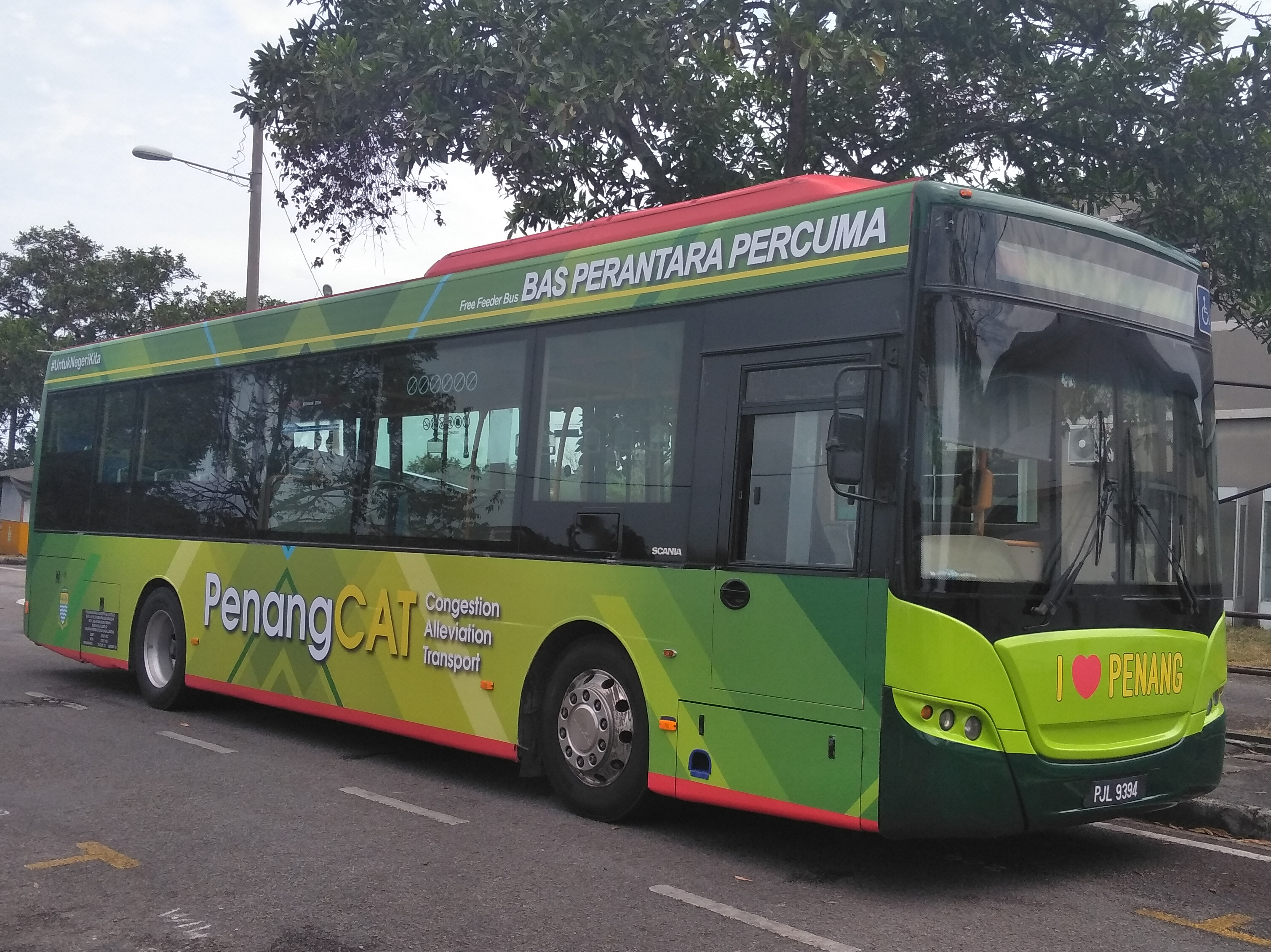
由槟城快捷通运营的一辆CAT“交通缓解运输”巴士

目前槟城快捷通巴士只设有一条路线经过阿儿玛区，该路线为大山脚－三巴央708路线。该路线行经罗占路，并在阿儿玛再也路轻工业区、罗占路永旺/莲花超市两地停留。除此之外，槟城州政府曾在阿儿玛区内提供免费巴士服务，从斯里章谷园至武吉敏惹忠英园，从2018年7月22日开始提供服务，约每半小时一次，自新冠疫情之后便停止运营。槟城州政府也在发展大蓝图中计划在阿儿玛区内沿罗占路设立3个单轨车站，分别为阿儿玛、阳景苑（Desa Cahaya）和春江园（Seri Kijang）。

## 政治
阿儿玛属于大山脚国会议席，该议席在马来西亚下议院的代表为来自希望联盟民主行动党的沈志强。
同时，阿儿玛属于马章武莫州议席，该议席在槟城州议会的代表为来自希望联盟人民公正党的李凯伦。